# Victor Mirshauswka
Victor Mirshauswka, (nacido el 27 de abril de 1941 en Brest) es un exjugador brasileño de baloncesto.

## Trayectoria
Mirshauswka jugó al baloncesto competitivo desde 1955 hasta 1981, actuando siempre para equipos paulistas como Regatas Tietê, Palmeiras, Sírio, Corinthians y Monte Líbano.
Con la selección de baloncesto de Brasil conquistó la Copa Mundial de Baloncesto de 1963, donde jugó seis partidos y anotó un total de 90 puntos. Ese mismo año fue además parte del plantel que obtuvo la medalla de plata en el torneo de baloncesto de los Juegos Panamericanos de São Paulo y la de oro en el torneo de baloncesto de la Universiada de Porto Alegre, como también del que se impuso en el Sudamericano de Lima. 
Mirshauswka fue una de las figuras del combinado brasileño que se quedó con la medalla de bronce en los Juegos Olímpicos de Tokio 1964.